# آجوشی من
آجوشی من (به کره‌ای: 나의 아저씨) یک مجموعه تلویزیونی محصول کره جنوبی سال ۲۰۱۸ با بازی لی سون کیون و آی‌یو است. این مجموعه به کارگردانی کیم وون سوک، به نویسندگی پارک هه یونگ و تولید شده توسط چوروکبم مدیا است و از ۲۱ مارس تا ۱۷ مه ۲۰۱۸، روزهای چهارشنبه و پنجشنبه ساعت ۲۱:۳۰ (کی‌اس‌تی) از تی‌وی‌ان برای ۱۶ قسمت پخش شد.
این مجموعه مورد تحسین منتقدان قرار گرفت و برندهٔ جایزه بهترین درام در پنجاه و پنجمین دوره جوایز هنری بکسانگ شد. آجوشی من همچنین برای استریم در نتفلیکس و آی‌چی‌یی در مناطق منتخب قابل دسترسی است.

## خلاصه داستان
آجوشی من برای ما داستان سه برادر میانسال که سنگینی زندگی خود را تحمل می‌کنند و یک زن قوی و سرد که زندگی سختی را برای خودش داشته‌است را برای ما روایت می‌کند، زیرا آنها برای بهبود زخم‌های گذشتهٔ یکدیگر، دور هم جمع شده‌اند.

## بازیگران

### اصلی
- لی سون کیون در نقش پارک دونگ هون[۱]
- لی جی اون (آی‌یو) در نقش لی جی آن[۱]
  - کیم گیو ری در نقش کودکی جی آن